# 小笠村
小笠村（おがさむら）は静岡県の西部、小笠郡に属していた村。
現在の菊川市南東部にあたる。2005年まで同郡に存在した小笠町とは別の自治体である。

## 歴史
- 1940年（昭和15年）11月1日 - 川野村・相草村が合併して発足。
- 1954年（昭和29年）3月31日 - 南山村・平田村が合併して小笠町が発足。同日小笠村廃止。